# Deutscher Soldatenfriedhof Le Cateau
Het Deutscher Soldatenfriedhof Le Cateau is een Duitse militaire begraafplaats met gesneuvelden uit de Eerste Wereldoorlog en gelegen in de Franse gemeente Le Cateau-Cambrésis. Ze ligt 900 m ten noordwesten van het centrum van Le Cateau. Op de natuurstenen kruisen staan op de voor- en achterkant de namen van de gesneuvelden. Enkele platte stenen in het gras geven aan dat hier ook meerdere slachtoffers liggen. Achteraan de begraafplaats staan verticale stenen panelen met de namen van geïdentificeerde slachtoffers die hier in een massagraf liggen. De begraafplaats wordt beheerd door de Volksbund Deutsche Kriegsgräberfürsorge. Direct naast deze begraafplaats ligt de Commonwealth-begraafplaats Le Cateau Military Cemetery.

## Geschiedenis
De begraafplaats werd door Duitse troepen aangelegd om hun doden te begraven na de strijd die hier geleverd werd tussen 25 en 27 augustus 1914. Ook de Britten hadden hun doden hier op een eigen gedeelte begraven vooraleer ze het gebied moesten verlaten. Later vonden nog vele soldaten die overleden waren wegens ziekte, verwondingen of ongevallen hier hun laatste rustplaats. Het grootste deel van de slachtoffers viel echter in oktober 1918 in de strijd rondom Le Cateau tijdens het eindoffensief van de geallieerde legers.
Tussen 1921 en 1923 werden door de Franse militaire overheden Duitse gesneuvelden uit 53 gemeenten in de wijde omgeving hier herbegraven waaronder meer dan 1.000 uit de Duitse begraafplaats in Maubeuge.
Er liggen 5.522 Duitsers in een individueel graf waarvan 629 niet geïdentificeerde. In een gemeenschappelijk graf liggen 141 slachtoffers waarvan slechts 77 met naam gekend zijn. Er liggen ook nog 42 Russen, 11 Fransen en 1 niet geïdentificeerde Brit begraven. 
- Berta Breindl is de enige vrouw op deze begraafplaats. Ze was telefoniste en overleed op 21 september 1918.